# Thomas Zander
Thomas Zander, född den 25 augusti 1967, är en tysk brottare som tog OS-silver i mellanviktsbrottning i den grekisk-romerska klassen 1996 i Atlanta. 